# Събеседник по желание
„Събеседник по желание“ е български игрален филм (драма) от 1984 година на режисьора Христо Христов, по сценарий на Христо Христов и Владимир Ганев. Оператор е Атанас Тасев. Музиката във филма е композирана от Виктор Чучков.

## Сюжет
Боян Бъчваров-Бъч е известен актьор, участвал в много филми, телевизионни и театрални постановки, ангажиран е и с обществена дейност. Има славата на високонравствена личност с безкомпромисна професионална и гражданска позиция. Узнавайки, че е неизлечимо болен, не изпада в паника, а с цялото си същество се отдава на творчество.
Заглавието на филма е взето от популярна рубрика на телевизионното предаване „Всяка неделя“. В тази рубрика поканеният в студиото гост в разговор с водещия Кеворк Кеворкян се разкрива като човек и личност. Това представлява един вид равносметка за изминалия живот и работа.

## Актьорски състав
- Васил Михайлов — Боян Бъчваров-Бъч
- Валентин Ганев — Кирил, синът на Бъч
- Чавдар Монов – Кирил (глас)
- Иван Кондов — Професор Юруков
- Лиляна Ковачева — Миряна
- Жана Караиванова — Мая
- Константин Коцев — Чичо Ява
- Юрий Яковлев — Коста
- Вълчо Камарашев — Бандеров
- Васил Попилиев — Режисьорът
- Кеворк Кеворкян — Себе си
- Петър Деспотов
- Огнян Купенов
- Харалампи Стойчев
- Стефан Германов
- Дичо Дичев – Дичо
- Иван Йорданов – полицай

## Награди
- Специалната награда на журито на ФБИФ (Варна, 1984).
- Наградата на СБФД за режисура, (1984).
- Наградата за мъжка роля на Васил Михайлов на МКФ на Червенокръстките и здравни филми, (Варна, 1985).